# 有田屋清右衛門
有田屋 清右衛門（ありたや せいえもん、生没年不詳）は、江戸時代の江戸の地本問屋。

## 来歴
有永堂、有清と号す。天保から文久嘉永期に芝神明前、宇田川町平吉店で営業している。歌川広重、歌川国芳、歌川芳員、歌川国貞の錦絵を出版している。

## 作品
- 歌川広重 『近江八景』 横中判揃物 錦絵 天保末期
- 歌川広重 『東海道』 横四ツ切判揃物 錦絵 弘化
- 歌川広重『忠臣蔵』
- 歌川広重『婦久徳金の成木』
- 歌川国芳 『四季心女遊』 中判3枚続揃物
- 歌川国芳『当世江戸鹿子』
- 歌川芳員 『五ヶ国異人酒宴之図』 大判3枚続 文久1年（1861年）
- 歌川国貞 『天竺徳兵衛万里入船』